# Paroles de parloirs
 (mai 2025).
Motif : Peu de sources montrant la notoriété de cette bande dessinée.
- Archive Wikiwix
- Bing
- Cairn
- DuckDuckGo
- E. Universalis
- Gallica
- Google
- G. Books
- G. News
- G. Scholar
- Persée
- Qwant
- (zh) Baidu
- (ru) Yandex
- (wd) trouver des œuvres sur Wikidata

| 1. | Préciser le motif de la pose du bandeau. | Précisez le motif de la pose du bandeau en utilisant la syntaxe suivante : {{admissibilité à vérifier\|date=mai 2025\|motif=remplacez ce texte par le motif}}                            |
| 2. | Informer les utilisateurs concernés.     | Pensez à avertir le créateur de l'article, par exemple, en insérant le code ci-dessous sur sa page de discussion : {{subst:avertissement admissibilité à vérifier\|Paroles de parloirs}} |

Paroles de parloirs est un collectif de bande dessinée en noir et blanc coordonné par Éric Corbeyran et paru en 2003. Après Paroles de taulards et Paroles de taule, ce collectif s'intéresse aux témoignages d'épouses de détenues.

## Publication
- Paroles de parloirs, Delcourt, coll. « Encrages », 2003  (ISBN 2-84789-309-1).